# MRSP
Meticillinresistenta Staphylococcus pseudintermedius (MRSP) är en sjukdom som främst förekommer  hos hundar även om fall på katt har påvisats. MRSP gör inte människor sjuka även om enstaka fall finns beskrivna. Från 2006 och framåt har rapporterna om MRSP hos hundar ökat i Sverige och Europa. Fynd av MRSP ska anmälas till Länsstyrelsen och Jordbruksverket.